# Le Mesnil-Villeman
Le Mesnil-Villeman is een gemeente in het Franse departement Manche (regio Normandië) en telt 245 inwoners (1999). De plaats maakt deel uit van het arrondissement Coutances.

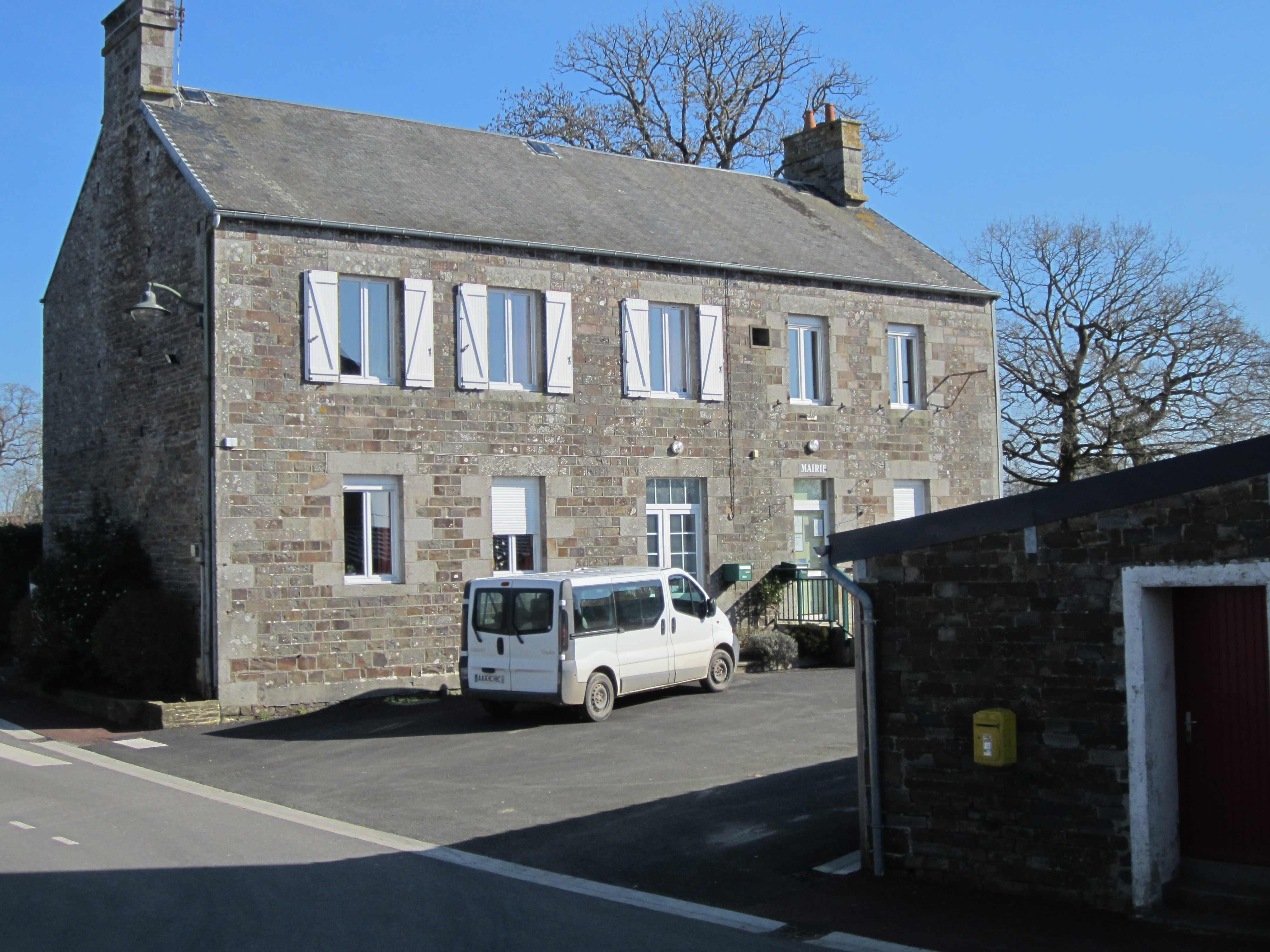
Gemeentehuis
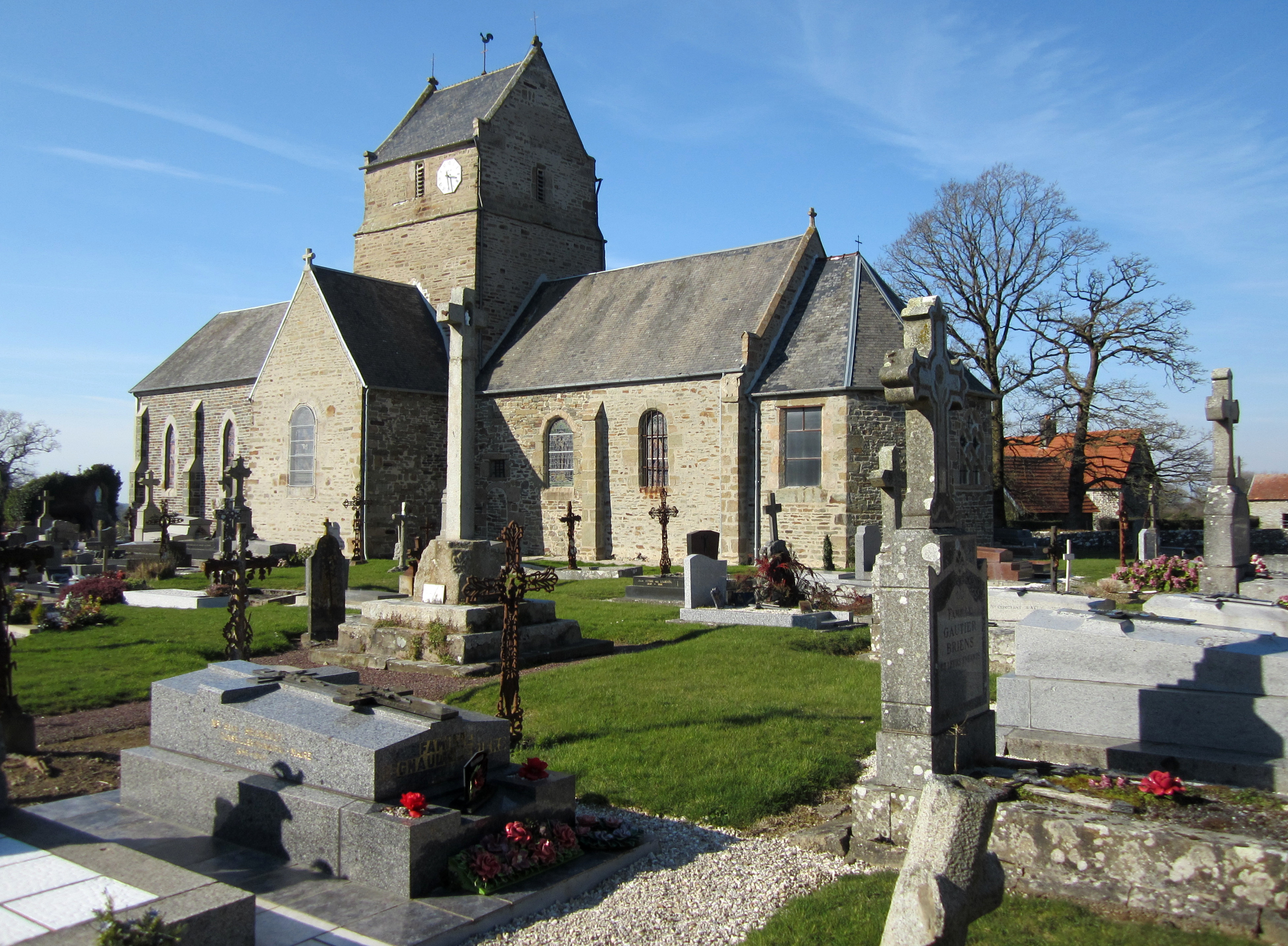
Kerk van St. Pierre

## Geografie
De oppervlakte van Le Mesnil-Villeman bedraagt 11,0 km², de bevolkingsdichtheid is 22,3 inwoners per km².
De onderstaande kaart toont de ligging van Le Mesnil-Villeman met de belangrijkste infrastructuur en aangrenzende gemeenten.

## Demografie
Onderstaande figuur toont het verloop van het inwonertal (bron: INSEE-tellingen).

1. ↑  Populations de référence 2022.